# محمد مفتح
محمد مفتح (۲۷ خرداد ۱۳۰۷ در فامنین – ۲۷ آذر ۱۳۵۸ در تهران) روحانی شیعه ایرانی و استاد دانشکده الهیات دانشگاه تهران بود.
مفتح قبل از انقلاب ۱۳۵۷ ایران، به چاپ مقالات متعدد در روزنامه‌ها و مجلات اسلامی و سخنرانی در شهرهای مختلف علیه حکومت پهلوی پرداخت که در نهایت این فعالیت‌ها منجر به تبعید او به زاهدان شد. او در دهه ۵۰ (خورشیدی) هجری مسجد قبا را در تهران تأسیس نموده و امامت نماز جماعت را خود به عهده گرفت. پس از انقلاب ۱۳۵۷ ایران و بازگشت روح‌الله خمینی به ایران یکی از اعضای اصلی تشکیل دهنده کمیته استقبال بود و سرپرست کمیته ۴ انقلاب اسلامی و رئیس دانشکده الهیات تهران شد. 
مفتح در ۲۷ آذر ۱۳۵۸ هنگام ورود به دانشکده الهیات دانشگاه تهران توسط گروه فرقان هدف گلوله قرار گرفت و به همراه دو محافظش در مقابل دانشکده، با رگبار گلوله کشته شد.

## کودکی
محمد مفتح در سال ۱۳۰۷ در خانواده‌ای روحانی در روستای کله سر در شهرستان فامنین استان همدان متولد شد. پدرش، محمود مفتح، از روحانیان همدان بود.

## تحصیلات
مفتح در همدان نزد افرادی مانند ملاعلی معصومی همدانی، دروس اولیه فقه را فرا گرفت و در سال ۱۳۲۲ و در ۱۵ سالگی برای ادامه تحصیل راهی شهر قم شد.
در شهر قم نزد روح‌الله خمینی، حسین طباطبایی بروجردی، محمدرضا گلپایگانی، محمدحسین طباطبایی، محمد محقق داماد و رحیم ارباب به آموختن دروس حوزوی پرداخت. اما علاقه او باعث شد تا به تحصیلات جدید نیز بپردازد. با گذشت زمان، علاوه بر این که یکی از مدرسین معروف حوزه علمیه شد، موفق به اخذ درجه دکتری در رشته فلسفه گردید. در طول این مدت در دبیرستان‌ها (به عنوان نمونه دبیرستان دین و دانش و دبیرستان حکیم نظامی) تدریس می‌کرد و مدتی نیز مدرس حوزه بود. همچنین شب‌های جمعه در دبیرستان دین و دانش جلساتی با حضور دانش‌آموزان و طلاب داده و بحث‌های دینی و مسائل روز را مطرح می‌کرد.

## فعالیت‌ها

### سیاسی

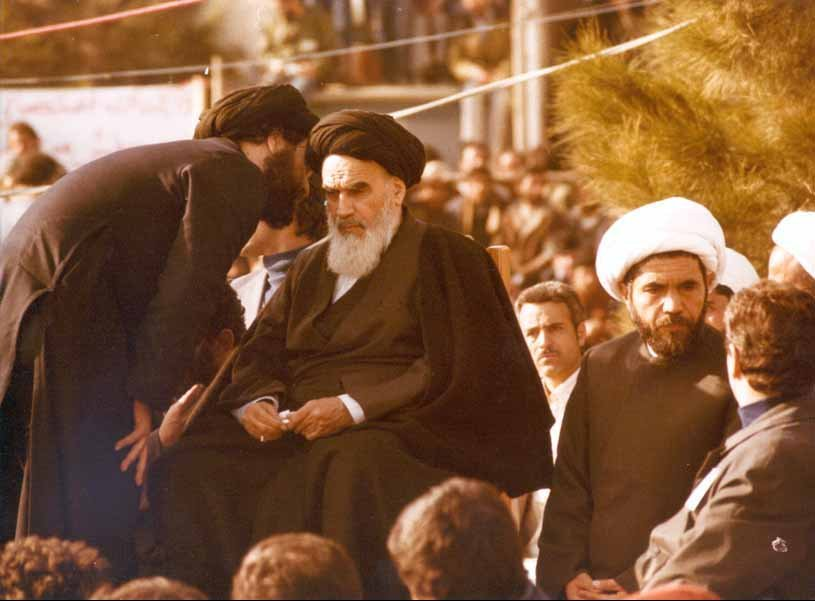
مفتح در کنار خمینی در بهشت زهرا ساعاتی پس از بازگشت او از فرانسه به ایران

محمد مفتح همراه با درس و بحث در مساجد سخنرانی می‌کرد. مقالات متعددی در روزنامه‌ها و مجلات اسلامی علیه حکومت پهلوی می‌نوشت و به جذب دانشجویان و طلاب می‌پرداخت. به شهرهای مختلف ایران مانند آبادان، آمل، اهواز، خرمشهر، کرمان، اصفهان، یزد و شیراز مسافرت می‌کرد. در جلسات سخنرانی چند هزار نفری شرکت می‌کردند و علیه حکومت پهلوی سخنرانی می‌کرد.
به خاطر فعالیت‌های سیاسی و مخالفت با حکومت پهلوی وی را به زاهدان تبعید کردند و از ورود به استان خوزستان منع شد.
در سال ۴۸ پس از آزادی به تهران رفت و در دانشکده الهیات و معارف اسلامی دانشگاه تهران، همگام با مرتضی مطهری به تدریس پرداخت.
پس از تعطیل شدن حسینیه ارشاد در مسجد جاوید یک گروه تشکیل داد، و ریاست آن را به عهده گرفت. دراین مسجد کلاسهای فلسفه، نهج البلاغه و تفسیر قرآن تشکیل داد تا از این راه جوانان و دانشجویان را به طرف مسجد بکشاند. در سال ۵۴ حکومت پهلوی، مسجد را تعطیل و مفتح را به زندان انداختند.
پس از آزادی از زندان، فعالیت سیاسی نیمه مخفی خود را علیه حکومت پهلوی همراه با روحانیت مبارز آغاز کرد و این بار در سال ۵۵ امام جمعه مسجد قبا شد. پس از انقلاب ۱۳۵۷ ایران و بازگشت خمینی به ایران به ایران یکی از اعضای اصلی تشکیل دهنده کمیته استقبال بود. سپس سرپرست کمیته ۴ انقلاب اسلامی و رئیس دانشکده الهیات و معارف اسلامی دانشگاه تهران شد.

## نماز عید فطر ۵۷
در روز عید فطر سال ۱۳۵۷ مفتح در تپه‌های قیطریه پیش‌نماز بود. جمعیت حاضر نماز را به امامت مفتح برگزار کرد و به اولین تظاهرات چند ده هزار نفری پرداخت. در این راهپیمایی مردم دعوت به راهپیمایی دیگری در ۱۶ شهریور شدند.
در روز ۱۶ شهریور مأموران حکومت پهلوی مفتح را به شدت مضروب کردند و روز بعد وی را دستگیر و به مدت دو ماه در زندان انداختند.

## ترور

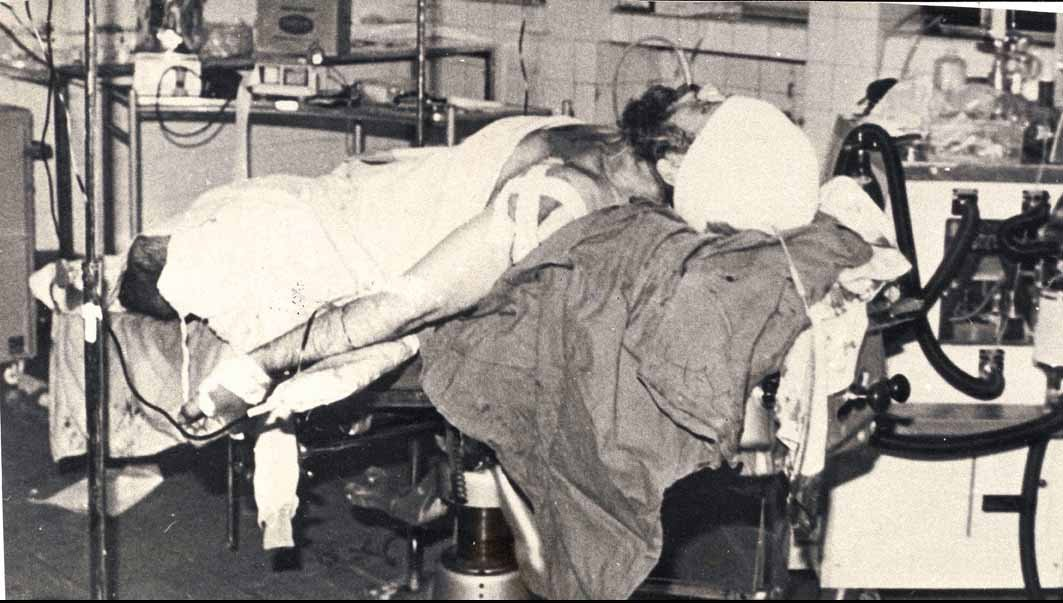
محمد مفتح در بیمارستان پس از ترور

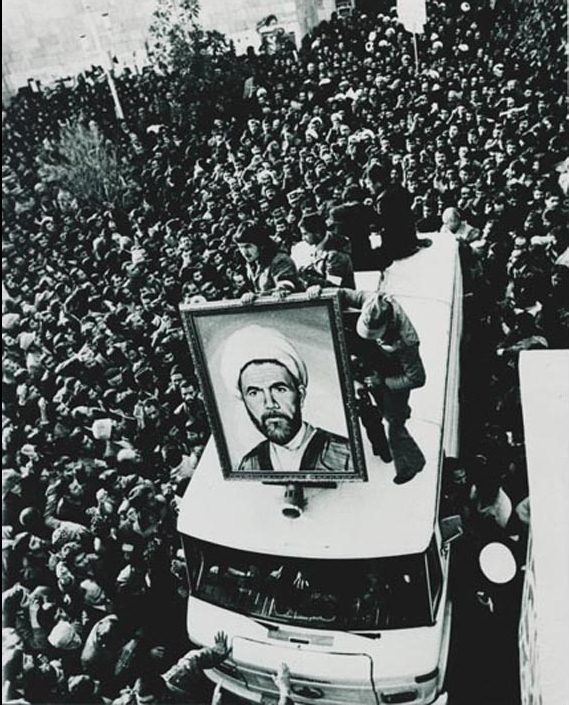
تصویری از تشییع جنازه محمد مفتح

وی در ۲۷ آذر ۱۳۵۸ هنگام ورود به دانشگاه تهران توسط گروه فرقان هدف گلوله قرار گرفت و به همراه دو محافظش جواد بهمنی و اصغر نعمتی در مقابل دانشکده الهیات دانشگاه تهران با رگبار گلوله کشته شد.

### زمینه‌های ترور
اعضای گروه فرقان به مناسبت‌های مختلف تلاش داشتند در مسجد قبا - که توسط محمد مفتح بنیانگذاری شده بود و خود وی امامت نماز جماعت را در آن بر عهده داشت -، برنامه‌های مدنظرشان را نظیر سخنرانی و کلاس‌های اسلام‌شناسی و … برگزار کنند؛ ولی مفتح با تفکرات آنها مخالف بوده و مانع فعالیتشان در مسجد قبا می‌شد. در یکی از موارد، اکبر گودرزی و حبیب‌الله آشوری و افرادی از گروهشان که از اعضای فرقان بودند، جزواتی از تفاسیر قرآن چاپ می‌کردند و بین نمازگزاران مسجد قبا پخش می‌کردند. مفتح وقتی متوجه این اقدام شد، از آن جلوگیری نموده و اعلام کرد «این جزوات مورد تأیید ما نیست». گفته می‌شود این مخالفت‌ها موجب شد اعضای فرقان پس از پیروزی انقلاب مفتح را در لیست ترور خود قرار دهند. پس از ترور مرتضی مطهری در ۱۲ اردیبهشت ۵۸، نامه‌های تهدیدآمیزی برای مفتح می‌آمد. همچنین وی بارها به صورت تلفنی تهدید شده بود. حتی یکبار برای ترور او از دیوار خانه‌اش بالا رفته بودند اما نیروهای پاسدار مانع از توطئه‌شان شدند. زمانی هم می‌خواستند در مدرسه عالی پارس مفتح را ترور کنند که پاسداران محافظ وی متوجه ماجرا می‌شوند.

### جزئیات حادثه
در روز ۲۷ آذرماه ۱۳۵۸، چهار نفر از اعضای گروهک فرقان مأمور ترور مفتح می‌شوند. در میان این چهار نفر، یک نفر راننده و دو نفر مأمور پاسدارها (محافظین مفتح) بودند و کمال یاسینی هم مأموریت ترور محمد مفتح را برعهده گرفته بود. فرقانی‌ها به دلیل رفت‌وآمدهای مخفیانه در دانشکده الهیات و مسجد قبا و زیر نظر گرفتن مفتح، متوجه شده بودند که وی بر خلاف سایر مقامات کشور با خود اسلحه حمل نمی‌کند و می‌دانستند که اگر بتوانند محافظین را بزنند، مفتح اسلحه‌ای برای دفاع از خود ندارد. در جریان عملیات، دو فرقانی در ورودی دانشکده الهیات به محافظین تیراندازی می‌کنند و در این میان دست، شانه و پای محمد مفتح هم مورد اصابت گلوله قرار می‌گیرد. وقتی دو تن از محافظین کشته می‌شوند، مفتح با بدن خونی به سمت بالکن جلوی ساختمان دانشکده الهیات می‌رود و در این فاصله کمال یاسینی، از آنجایی که می‌دانست مفتح اسلحه‌ای با خود به همراه ندارد، خودش را به او می‌رساند و سر او را هدف گلوله قرار می‌دهد.

یاسینی، در اعترافات خود در دادگاه انقلاب، ماجرا را این‌گونه روایت کرده‌است: 
«من … حواسم به این بود که کلت را دربیاورم. کلت را درآوردم و دیدم که دکتر [مفتح] فرار کرد … قبلاً هم دیده بودیم که دکتر [مفتح] همیشه وقتی می‌آید دانشکده به محل کارش می‌رود، پس دیگر طبق عادت اگر فرار بکند هم به طرف محل کارش فرار می‌کند؛ و من خودم را آماده این مسئله کرده بودم. اسلحه را درآوردم … دوباره دو تیر دیگر زدم؛ یعنی مرتب شلیک می‌کردم باز دیدم نه فرار کرد، دنبال دکتر دویدم. دکتر از پله‌ها رفت بالا، باز هم تیر زدم باز دیدم نه رفت طرف قسمتی که می‌رود طرف سلف‌سرویس و در را باز کرد رفت تو که من هم بلافاصله در را باز کردم بروم تو، دیدم یک دختری هست که او هم می‌خواهد بیاید، دختر را با دستم کنار زدم، پریدم در آن محوطه دیدم دکتر ایستاده کیفش هم دستش است و مرتب داد می‌زند. من اسلحه را گرفتم طرف سر دکتر [مفتح] یک شلیک کردم که دیدم دکتر [مفتح] بی‌اختیار افتاد زمین. فهمیدم که تیر به سرش خورده و افتاده البته دیگر معطل نشدم که ببینم چه شده … آمدم بیرون که دیدم راننده از طرف ماشین … به طرف حسن (یکی از ضاربان) تیراندازی می‌کند … بلافاصله پریدم بیرون به طرف خیابان و یک تیر هم من به راننده زدم.»

### تشییع و تدفین

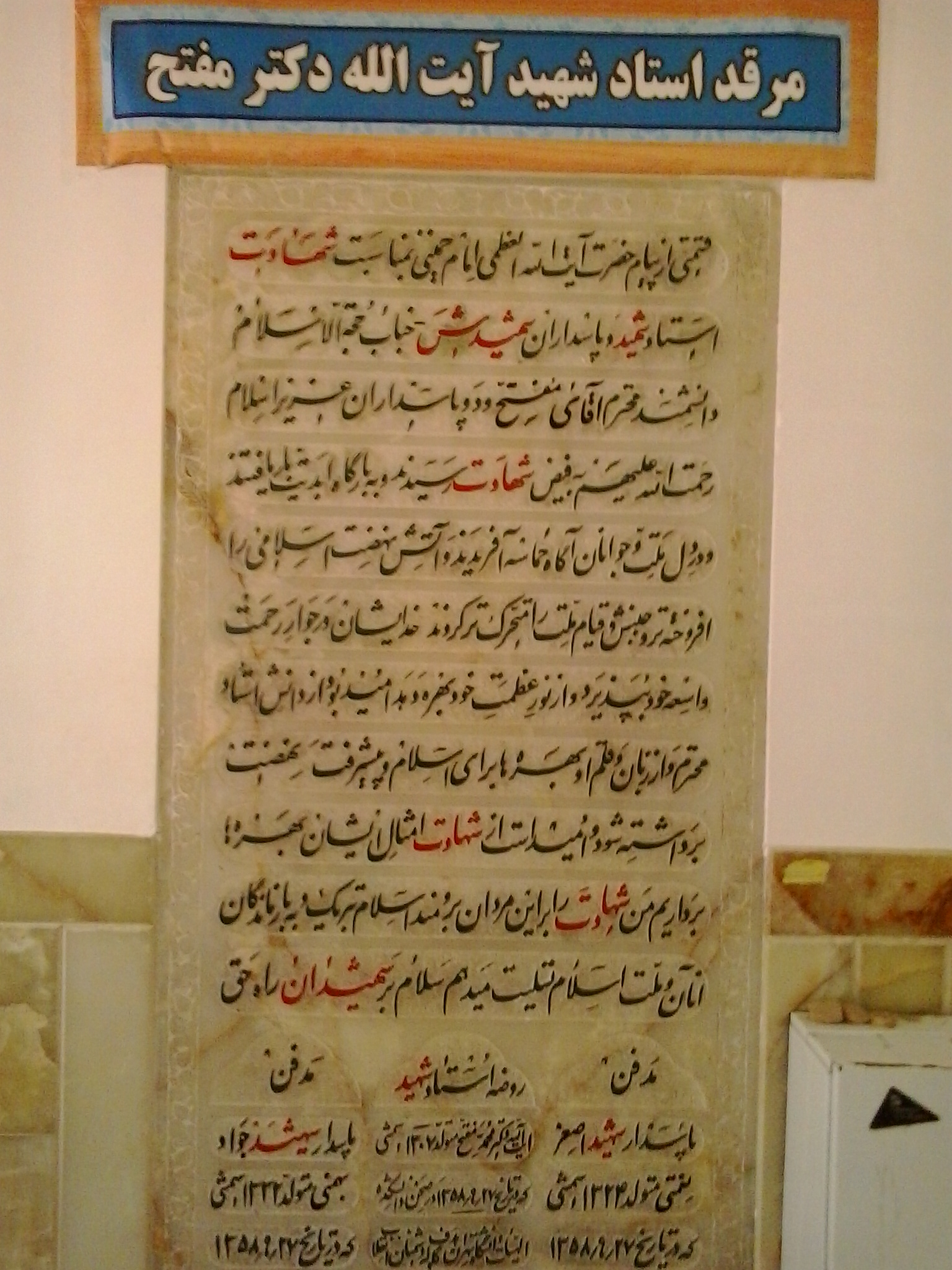
سنگ مزار محمد مفتح

به گفته ی امین ساقی پیکر محمد مفتح و دو تن از محافظانش به در ساعت ۹ صبح روز چهارشنبه ۲۸ آذر ۱۳۵۸ تشییع شد. وی را در صحن حرم فاطمه معصومه در قم دفن کردند. روح‌الله خمینی روز کشته شدن او را «روز وحدت حوزه و دانشگاه» نامید.

## زندگی شخصی
مفتح در سال ۱۳۲۸ با تنها دختر حیدرعلی جابری انصاری از روحانیون شاخص همدان ازدواج کرد که با او چهار پسر و چهار دختر داشت. محمد مهدی پسر بزرگ مفتح که داماد محمد محمدی گیلانی است، از زادگاهش رزن به نمایندگی مجلس شورای اسلامی رسید و تاکنون به جز در دوره ششم در همه ادوار مجلس نماینده بوده‌است. محمد هادی فرزند هفتم مفتح، دانشیار دانشکده الهیات و معارف اسلامی قم است که هم‌اکنون ریاست مرکز اسلامی هامبورگ را بر عهده دارد. 

## آثار
- اسلام بر سر دوراهی
- زیارت خرافه حقیقت
- کودک نیل یا مرد انقلاب
- ره آوردهای استعمار
- روش اندیشه
- دعا عامل پیشرفت یا رکود